# أنطونين نيميك
أنطونين نيميك (بالألمانية: Antonín Němec) (و. 1858 – 1926 م) هو سياسي، وكاتب، وصحفي نمساوي مجري، ولد في برنو، توفي في براغ، عن عمر يناهز 68 عاماً.

## مناصب
تولى منصب عضو البرلمان
- عضو مجلس النواب ‏

.